# Всеукраїнський союз білорусів
Всеукраїнський союз білорусів, Всеукраїнська спілка білорусів або ВСБ (біл. Усеўкраінскі саюз беларусаў; Usieŭkrainski źviaz biełarusaŭ) — громадсько-культурна організація білорусів із 14 областей України. Що об'єднує українську громаду білорусів поза релігійними, політичними або соціальними відмінностями. Знайомить з культурою і традиціями багатющого етносу великої нації білорусів, котрі мають старовинні традиції, що сягають вглиб тисячоліть. Сприяє зміцненню національної самобутності білоруської громади України.

## Історія
Від 1995 р. білоруська громада України працювала у представництві Європейського союзу з питань імплементації конвенції з прав людини, Європейської хартії регіональних мов, у робочих нарадах Міністерства юстиції України тощо. Попри труднощі створенню даного союзу сприяли перші секретарі Посольства Республіки Білорусь в Україні В. І. Бокач і В. М. Забавський.
24 травня 2000 р. на першому з'їзді у м. Києві Всеукраїнський союз білорусів (ВСБ) був фактично створений та юридично зареєстрований Міністерством юстиції України 1 вересня 2003 р.. На засіданнях Координаційної ради цього союзу запланувалися рішення питань збереження та розвитку національної культури, побуту, традицій білоруської культури в Україні, популяризації та вивчення білоруської мови дітьми в Україні.
Даний союз реалізує спільні інтереси на збереження й розвиток національної, культурної, мовної та релігійної самобутності білоруської громади України. Цей союз співпрацює з Державним комітетом України з питань національностей та релігій, Апаратом Уповноваженого у справах релігій і національностей Ради Міністрів Республіки Білорусь, Міністерством культури і туризму України, Міністерством культури Республіки Білорусь. Голова Союзу є активним членом громадських рад при вищезазначених українських структурах, а також членом Ради національних товариств України.

## Структура
Допомогу у підготовці та проведенні з'їздів союзу надавав Надзвичайний і Повноважний Посол Республіки Білорусь в Україні пан Віталій Курашик, який особисто брав участь у створенні
- Донецької обласної організації білорусів «Неман»,
- Чернігівської міської організації білорусів «Сябри»,
- Луганської обласної організації білорусів «Україна-Білорусь».

Ще будучи Головою Ради Міністрів Автономної Республіки Крим у 1991 р. ініціював створення національно-культурного товариства білорусів Криму: «Союз білорусів Криму».
В інших регіонах:
- Винницьке обласне земляцтво білорусів;
- Дніпропетровська область «Білоруси Придністров'я»;
- Закарпатське обласне культурне товариство білорусів «Сябри»;
- Запорозьке — «Мінськ»;
- Культурно-просвітницьке товариство «Білорусь» Кіровоградської області;
- Київське культурне товариство «Білорусь»;
- Білгород-Дністровське — «Білорусь»;
- Білоруська громада Львівської області;
- Одеське культурне об'єднання «Білорусь»;
- Рівненське обласне культурне товариство «Білорусь»;
- Севастопольське товариство «Білорусь»;
- Чернівецька організація «Культурно-просвітницьке товариство білорусів».

Відповідно Статуту в структурі даної організації вищим органом є з'їзд делегатів. У періоди між з'їздами вищим органом є Координаційна рада, до складу якої входять всі голови регіональних організацій, а також Голова даного Союзу. Координаційна рада має засідання один раз на півріччя, роботу між з'їздами та засіданнями Координаційної ради проводить Президія Союзу, котра один раз на квартал. До складу Президії входить Голова Союзу з чотирма співголовами. Президію очолює Голова Союзу. Буденну працю Союзу між з'їздами та засіданнями Координаційної ради здійснює Голова Союзу. У 2013 р. після Оржехівської Ірини Олександрівни обраний на Голову Союзу Лайшев Петро Володимирович.
У роботі цього союзу беруть участь Надзвичайний і Повноважний Посол Республіки Білорусь в Україні пан Валентин Величко та інші працівники білоруських зарубіжних установ в Україні.